# La poupée qui fait non
La poupée qui fait non è un brano musicale del cantante francese Michel Polnareff del 1966.

## Descrizione
Polnareff la incise anche in italiano, con il titolo Una bambolina che fa no, no, no..., con il testo di Herbert Pagani, nel 45 giri omonimo pubblicato a luglio 1966.

## Cover
La versione italiana venne incisa dai Quelli nell'ottobre 1966 nel 45 giri Una bambolina che fa no no no, nello stesso mese dai Rokketti nel singolo omonimo e da Roby Matano in un altro 45 giri omonimo.
Nel 1997 Mylene Farmer l'ha pubblicata come singolo.